# Burmeistera montipomum
Burmeistera montipomum är en klockväxtart som beskrevs av Franz Elfried Wimmer. Burmeistera montipomum ingår i släktet Burmeistera och familjen klockväxter.
Artens utbredningsområde är Colombia. Inga underarter finns listade i Catalogue of Life.